# Puppigerus
Il puppigero (gen. Puppigerus) è una tartaruga estinta, vissuta nell'Eocene inferiore/medio (circa 52 - 50 milioni di anni fa). I suoi resti fossili sono stati ritrovati in Europa, in Nordamerica, in Africa e in Asia. 

## Descrizione
I numerosi fossili di questo animale indicano che poteva raggiungere una lunghezza di 90 centimetri e un peso di 9 - 14 chilogrammi. Numerose caratteristiche di Puppigerus richiamano le odierne tartarughe marine: i grandi occhi erano direzionati di lato (e non in avanti come nei cheloniidi primitivi, ad esempio Allopleuron), e il suo guscio era completamente ossificato. La piastra pigale (quella nella parte posteriore del guscio superiore) era sprovvista dell'incisura tipica dei cheloniidi primitivi. Le zampe anteriori erano estremamente adatte all'ambiente acquatico, a forma di pagaia, mentre quelle posteriori erano meno sviluppate in tal senso. 

## Classificazione
I fossili di questo animale vennero ritrovati inizialmente nella London Clay in Inghilterra, e classificati da Richard Owen nel 1842 come specie estinte del genere attuale Chelone (non più considerato valido). Fu poi Edward Drinker Cope, nel, 1870, a istituire per queste forme il genere Puppigerus. 
Nel corso degli anni sono state attribuite numerose specie al genere Puppigerus, ma attualmente se ne riconoscono solo due: la specie tipo, Puppigerus camperi, aveva un'ampia diffusione geografica e i suoi fossili sono stati ritrovati in Gran Bretagna, Germania, Belgio, Marocco e Stati Uniti. Pur essendo tipica dell'Eocene inferiore-medio, P. camperi è stata in passato riconosciuta in strati del Cretaceo superiore (circa 95 milioni di anni fa) in Gran Bretagna (Benton e Spencer, 1995), ma questi resti sono da attribuire con tutta probabilità a un altro genere di cheloniide più primitivo.

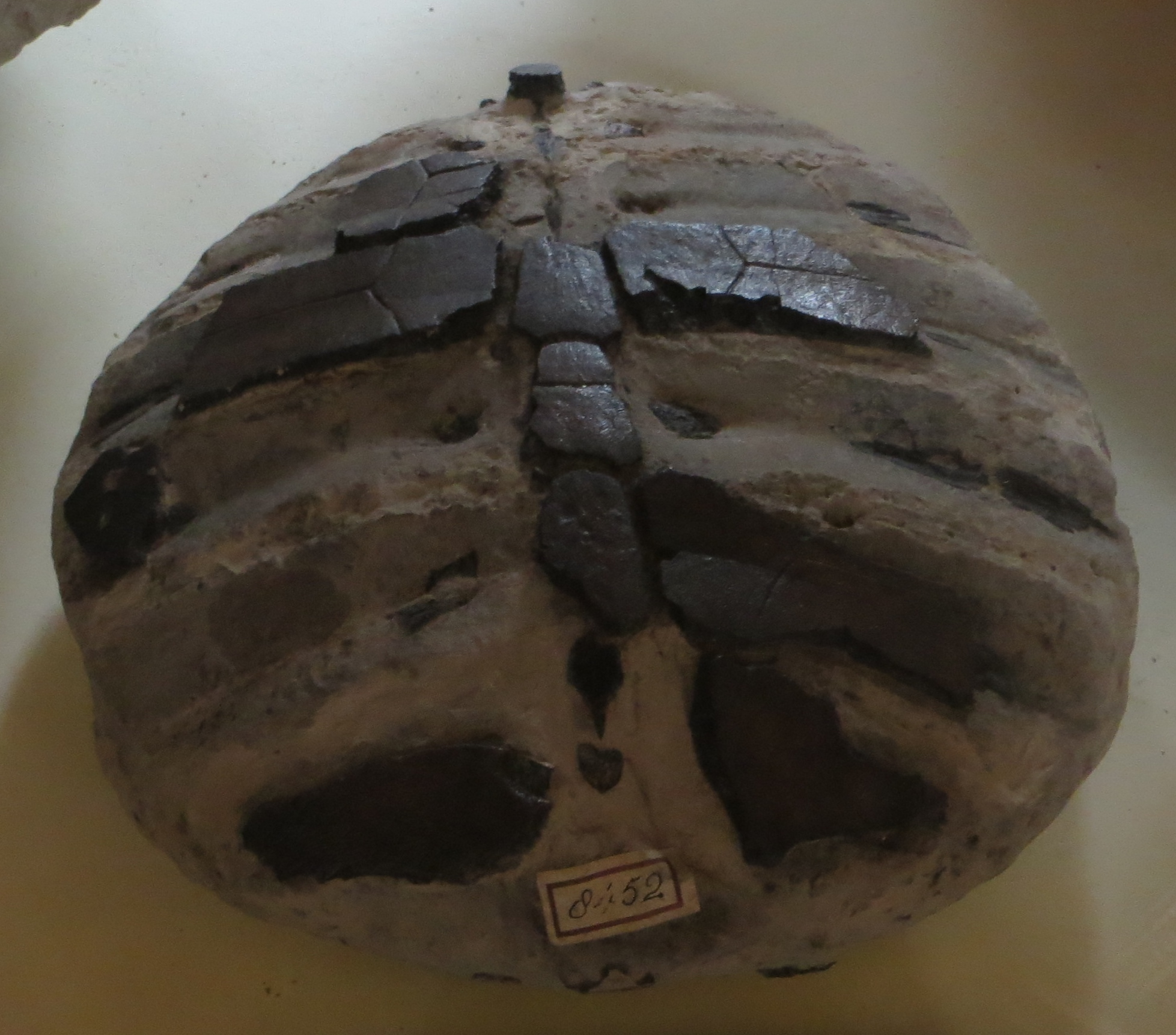
Fossile di Puppigerus parkinsonii (=P. camperi)

Un'altra specie attribuita a Puppigerus è P. nessovi dell'Eocene medio dell'Uzbekistan; questa specie differiva dalla specie tipo principalmente per la sinfisi mandibolare più allungata (Averianov, 2005). Altri fossili attribuiti a Puppigerus sono stati scoperti in Danimarca in strati dell'Eocene inferiore (Nielsen, 1959).

## Paleobiologia
Puppigerus era un animale erbivoro, e si nutriva della vegetazione sottomarina. Questo animale, a causa della sua particolare morfologia, era una delle tartarughe meglio adattate all'ambiente marino della sua epoca: gli occhi insolitamente grandi potevano catturare una gran quantità di luce, e la struttura specializzata delle fauci evitava all'animale di inghiottire acqua durante la respirazione aerea. Le zampe posteriori meno specializzate per la vita acquatica indicano che Puppigerus poteva forse passare molto tempo sulla terra, dove le femmine potevano deporre le uova.

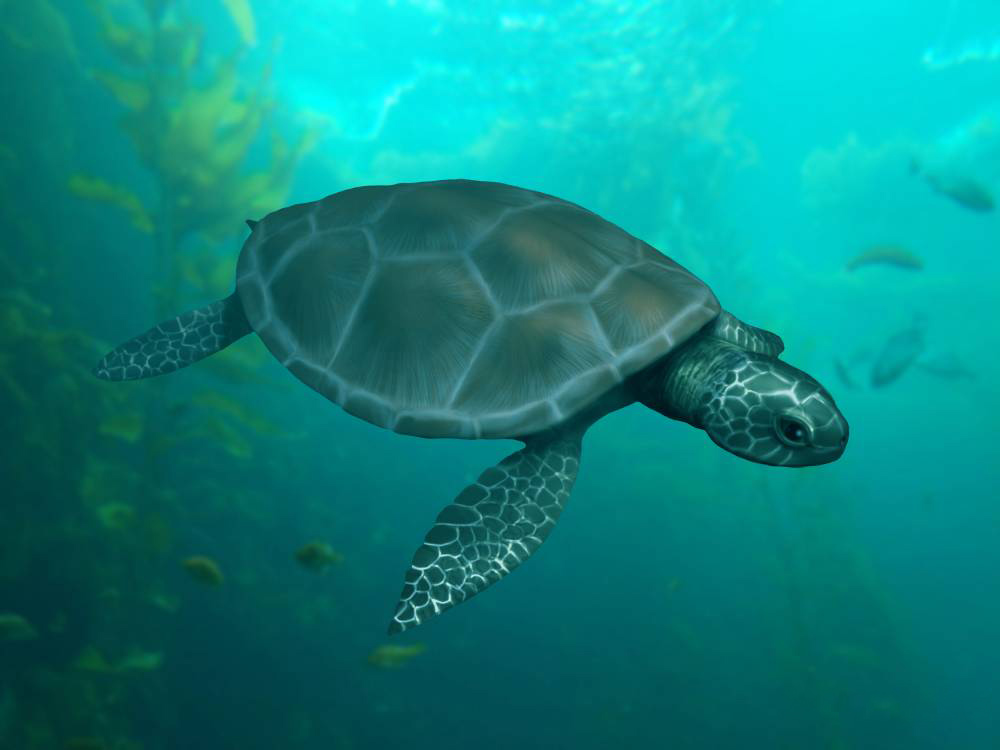
Ricostruzione di Puppigerus camperi